# Талдиколь (Тайиншинський район)
Талдико́ль (каз. Талдыкөл) — село у складі Тайиншинського району Північноказахстанської області Казахстану. Входить до складу Алаботинського сільського округу, раніше було у складі ліквідованої Сугурбайської сільської ради.
Населення — 7 осіб (2021; 48 у 2009, 126 у 1999, 246 у 1989).
Національний склад станом на 1989 рік:
- казахи — 100 %.